# Уильям II Лонгеспе
Уильям II Лонгеспе (англ. William Longespée; примерно 1209/12 — 8 февраля 1250, аль-Мансура, Египет) — английский аристократ из побочной ветви королевской династии Плантагенетов, сын Уильяма Лонгеспе и Элы Солсберийской. Источники иногда называют его графом Солсбери, но в реальности он никогда не носил этот титул, поскольку умер раньше своей матери. Уильям участвовал в крестовых походах, погиб в одном из сражений с мусульманами.

## Биография
Уильям II Лонгеспе родился, по разным версиям, примерно в 1209 или 1212 году в семье Уильяма Лонгеспе и Элы, графини Солсбери. Его отец был бастардом Генриха II, так что королю Генриху III Уильям приходился двоюродным братом. Он имел права на титул графа Солсбери, но не реализовал их, так как умер раньше матери (при этом в ряде источников его всё же именуют графом). Сам Уильям заявлял, что король отказал ему в титуле не из-за своего нерасположения, а только из-за юридических тонкостей.
В 1233 году король посвятил Уильяма Лонгеспе в рыцари. В том же году Уильям участвовал в неудачном походе против Ричарда Маршала, 3-го графа Пембрука, поднявшего мятеж. Он засвидетельствовал своей подписью ряд важных документов (подтверждение королём Великой хартии вольностей, соглашение с Шотландией и др.). В 1240—1242 годах Уильям участвовал вместе со своим кузеном Ричардом Корнуоллом в «Крестовом походе баронов». Вернувшись из Святой земли без каких-либо значимых успехов, он сразу принял участие в походе короля во Францию.
Узнав о падении Иерусалима, Уильям Лонгеспе снова принял крест (1245 год). Он предпринял поездку в Рим, где получил финансовую поддержку от папы Иннокентия IV, и снарядил на эти средства отряд в 200 рыцарей, с которым в июле 1249 года отплыл из Англии. В октябре Уильям высадился в Дамиетте, незадолго до того взятой крестоносным воинством короля Франции Людовика Святого. Французы относились к нему неприязненно, и это чувство усилилось из-за успехов графа: он смог взять штурмом одну мусульманскую крепость, захватил шедший в Каир караван. Добычу у него отнял брат Людовика Роберт I д’Артуа, заявив о нарушении правил войны. Уильям обратился за помощью к французскому королю, который ответил, что очень огорчён, но ничего не может сделать. 
Уильям ушёл со своим отрядом в Акру и оттуда предложил тамплиерам и госпитальерам совместно начать самостоятельный крестовый поход, обещая вызвать ещё людей из Англии. Людовик IX попросил его вернуться и рассказал в письме о своих надеждах на скорую победу; Уильям снова присоединился к французам и примирился со своими врагами. Вскоре объединённая армия христиан двинулась на Каир. Уильям со своим отрядом оказался под командованием Роберта д’Артуа. Когда крестоносцы начали переправу через Нил у аль-Мансуры, войска Роберта переправились первыми и обратили в бегство египетскую армию. После этого граф Роберт приказал атаковать город, ворота которого были раскрыты. Магистр тамплиеров попытался убедить его в безрассудности этого решения, но тот настаивал на своём приказе, поставив при этом под сомнение храбрость как тамплиеров, так и англичан. Тогда Уильям Лонгеспе двинул свой отряд в атаку и ворвался в город, но защитники аль-Мансуры закрыли ворота и перебили нападавших. Уильям погиб вместе со своими людьми (8 февраля 1250).
Средневековые авторы сообщают, что египетский султан, поражённый храбростью Уильяма, приказал похоронить его с почётом и потом упрекал христиан за то, что они не заботятся о могиле. Впоследствии останки Уильяма были перенесены в Акру и погребены в церкви Святого Креста.

## Семья
Уильям Лонгеспе был женат на Идонее де Камвилль, дочери Ричарда де Камвилля и Евстахии Бассет. В этом браке родились:
- Эдмунд;
- Эла (умерла до 1299); муж — Джеймс де Одли;
- Уильям III (умер в 1256/1257)[2]. Эла Солсберийская пережила и его, так что её земли и титул унаследовала дочь Уильяма III Маргарет, родившаяся от брака с Мод Клиффорд и ставшая женой Генри де Ласи, 3-го графа Линкольна[3];
- Ида (умерла после 1261); муж — Уолтер Фиц-Роберт; от этого брака родился первый барон Фицуолтер;
- Ричард (умер до 27 декабря 1261)[4].